# دریک شارپ
دریک شارپ (عبری: דריק שארפ‎؛ زادهٔ ۵ اکتبر ۱۹۷۱) بازیکن بسکتبال حرفه‌ای و آمریکایی-اسرائیلی است.
شارپ در اورلندو، فلوریدا به دنیا آمد و بسکتبال کالج را با دانشگاه جنوب فلوریدا بازی کرد ، و سپس در سال ۱۹۹۳ برای بازی بسکتبال به اسرائیل رفت.